# Гаймор (Південна Дакота)
Гаймор (англ. Highmore) — місто (англ. city) в США, в окрузі Гайд штату Південна Дакота. Населення — 682 особи (2020).

## Географія
Гаймор розташований за координатами 44°31′17″ пн. ш. 99°26′22″ зх. д. / 44.52139° пн. ш. 99.43944° зх. д. (44.521370, -99.439332).  За даними Бюро перепису населення США в 2010 році місто мало площу 4,88 км², уся площа — суходіл.

## Демографія
Згідно з переписом 2010 року, у місті мешкало 795 осіб у 347 домогосподарствах у складі 201 родини. Густота населення становила 163 особи/км².  Було 393 помешкання (81/км²).
Расовий склад населення:
| - 91,7 % — білих - 6,5 % — корінних американців - 0,1 % — азіатів |

До двох чи більше рас належало 1,3 %. Частка іспаномовних становила 1,9 % від усіх жителів.
За віковим діапазоном населення розподілялося таким чином: 23,1 % — особи молодші 18 років, 50,1 % — особи у віці 18—64 років, 26,8 % — особи у віці 65 років та старші. Медіана віку мешканця становила 47,4 року. На 100 осіб жіночої статі у місті припадало 90,6 чоловіків;  на 100 жінок у віці від 18 років та старших — 84,6 чоловіків також старших 18 років.
Середній дохід на одне домашнє господарство  становив 63 296 доларів США (медіана — 54 844), а середній дохід на одну сім'ю — 73 366 доларів (медіана — 73 359). Медіана доходів становила 50 089 доларів для чоловіків та 32 045 доларів для жінок. За межею бідності перебувало 7,9 % осіб, у тому числі 18,1 % дітей у віці до 18 років та 6,1 % осіб у віці 65 років та старших.
Цивільне працевлаштоване населення становило 502 особи. Основні галузі зайнятості: освіта, охорона здоров'я та соціальна допомога — 28,5 %, сільське господарство, лісництво, риболовля — 13,7 %, роздрібна торгівля — 11,2 %.